# Bezno
Bezno (en allemand : Besno) est un bourg (městys) du district de Mladá Boleslav, dans la région de Bohême-Centrale, en République tchèque. Sa population s'élevait à 961 habitants en 2020.

## Géographie
Bezno se trouve à 10 km au sud-ouest de Mladá Boleslav et à 42 km au nord-est de Prague.
La commune est limitée par Sovínky et Strenice au nord, par Jizerní Vtelno à l'est, par Chotětov au sud, et par Nemyslovice et Velké Všelisy à l'ouest.

## Histoire
La première mention écrite de la localité remonte à 1088. La commune est le statut de městys depuis le 11 mars 2008.

## Galerie

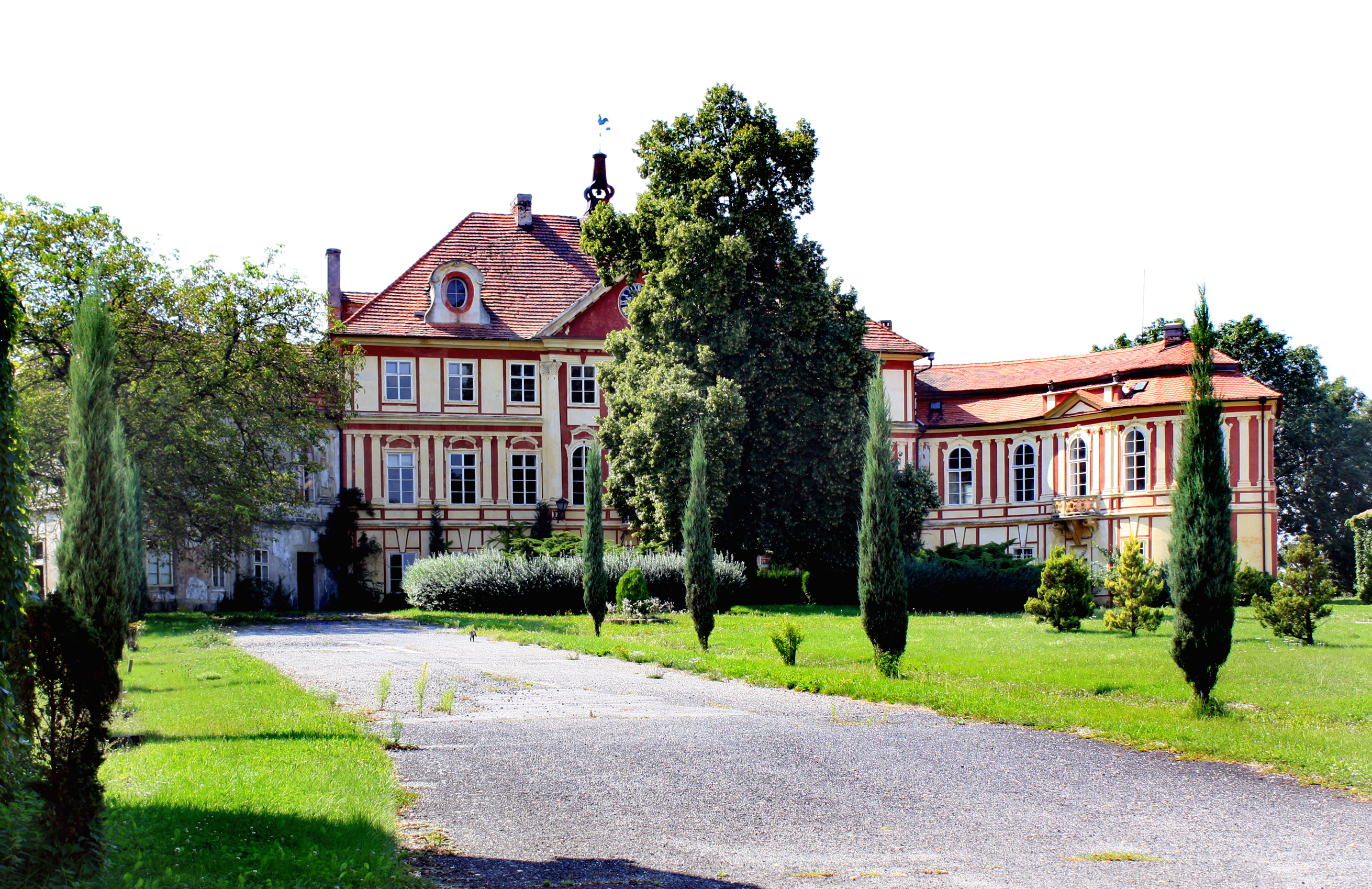
Château de Bezno.
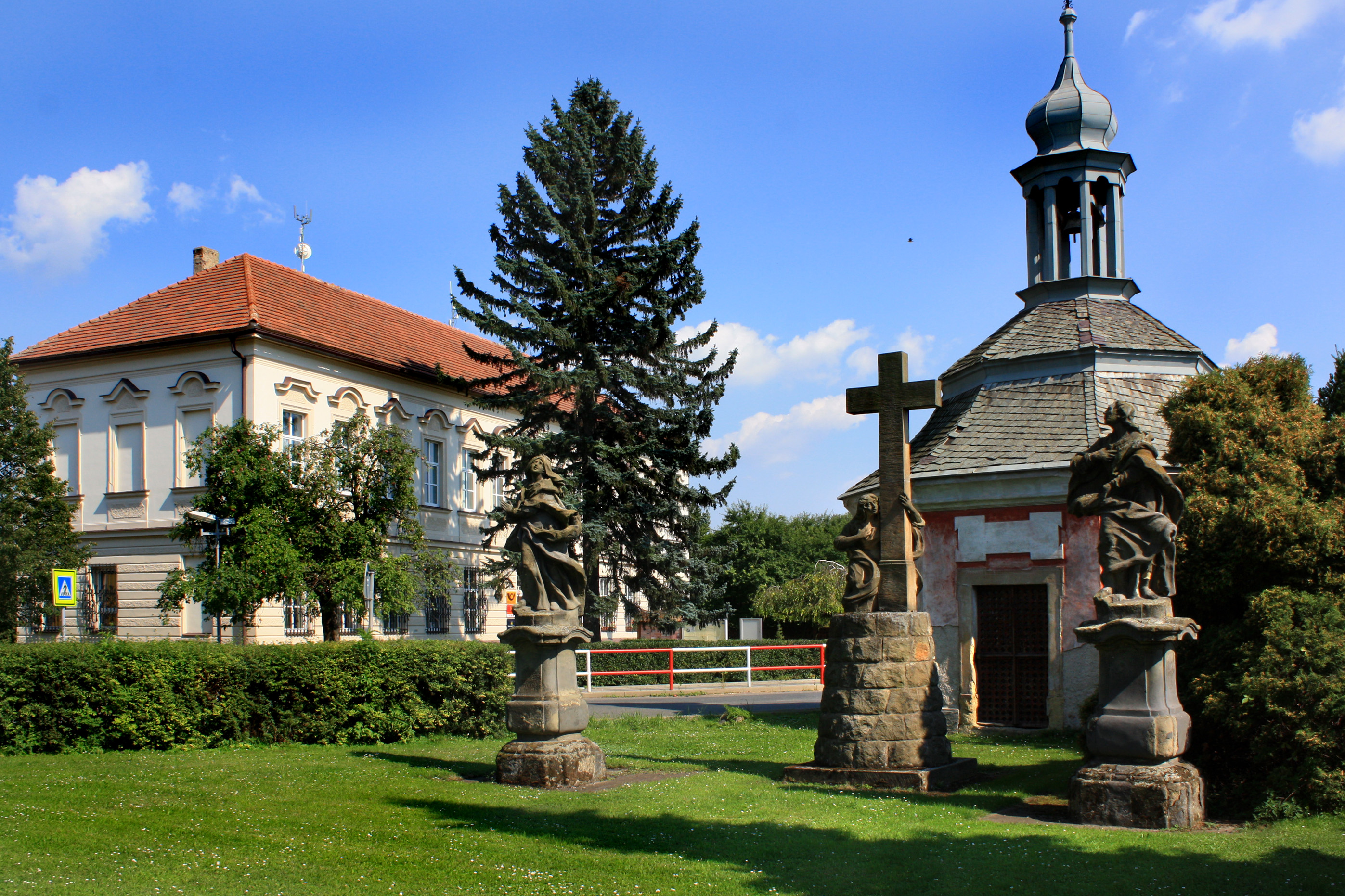
Statues et chapelles.